# Полосатые тенреки
Полосатые тенреки, или пёстрые тенреки, или полутернеки (лат. Hemicentetes), — род млекопитающих из семейства тенрековых. Являются эндемиками Мадагаскара.

## Классификация
В род включают 2 вида:
- Hemicentetes nigriceps
- Hemicentetes semispinosus typus — Полосатый тенрек, или пёстрый тенрек

Полосатый тенрек живёт в тропических лесах на восточной стороне острова, а H. nigriceps обитает во влажных тропических лесах и в саванне на плато в центральной части возвышенности Мадагаскара. Считалось, что их ареалы не пересекаются, но в 2000 году представители обоих видов обнаружены обитающими совместно в лесу Mahatsinjo, что заставило исследователей полагать, что это отдельные виды, а не подвиды.